# Iglesia de San Olaf (Kirkjubøur)

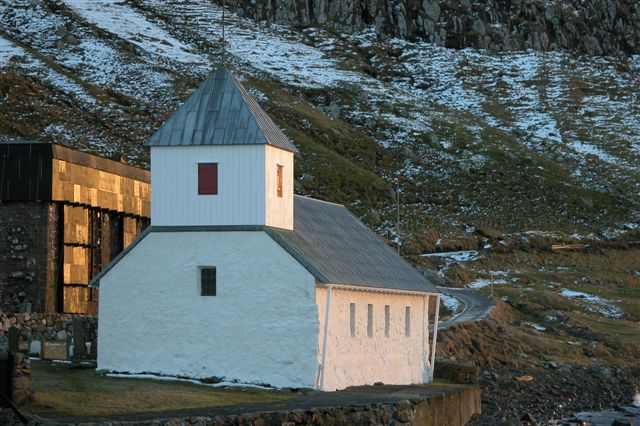
Iglesia de San Olaf.

La iglesia de San Olaf es un templo luterano de la Iglesia de las Islas Feroe que se localiza en el sitio histórico de Kirkjubøur, Islas Feroe, Dinamarca. Originalmente fue un templo católico consagrado a la Virgen María, y posteriormente cambió su advocación a San Olaf.
Es la iglesia feroesa más antigua que sigue en uso. Fue construida en el siglo XIII y mide 21,8 m de largo por 7, 5 m de ancho. Fue la catedral de las Islas Feroe durante la época católica. La catedral de San Magnus, a su costado, fue construida para sustituirla, pero posiblemente nunca se terminó.
Actualmente es utilizada como templo de la parroquia de Kirkjubøar, que incluye las localidades de Kirkjubøur y Velbastaður.
- Datos: Q631984
- Multimedia: Olavskirken, Streymoy / Q631984